# Scleromochlus

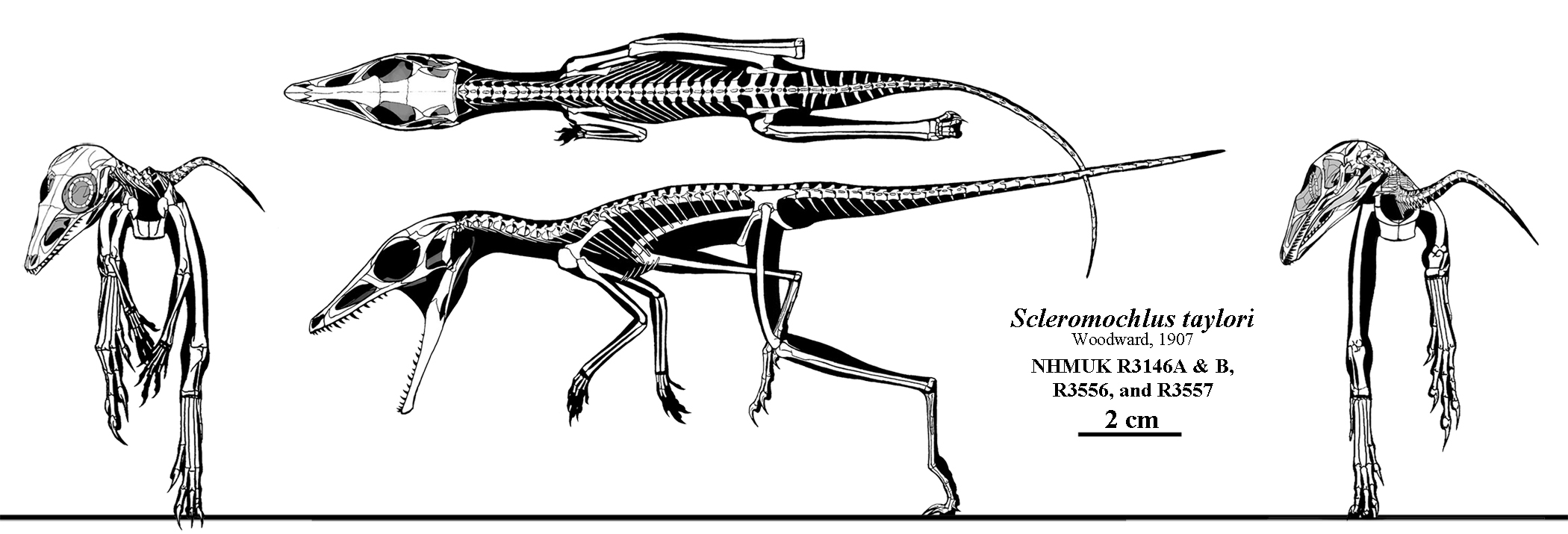
Reconstrução esquelética de um Scleromochlus

Scleromochlus é um gênero extinto de arcossauro avemetatarsaliano ornithodira do período Triássico. Sua classificação é incerta, podendo ser um ornithodira basal, um terópode ou um grupo irmão dos pterossauros.
A maioria dos estudos recentes sobre a sua marcha sugerem que ele saltava como um canguru. Se Scleromochlus é realmente relacionado com os pterossauros, isso pode oferecer uma visão sobre a forma como este último evoluiu, desde o início, os pterossauros também mostram adaptações para a locomoção saltitorial.
Scleromochlus é um gênero monotípico à parte que possui uma única espécie: S. tayloris. S. tayloris media aproximadamente 18,6 centímetros.